# Ryfylkemuseet

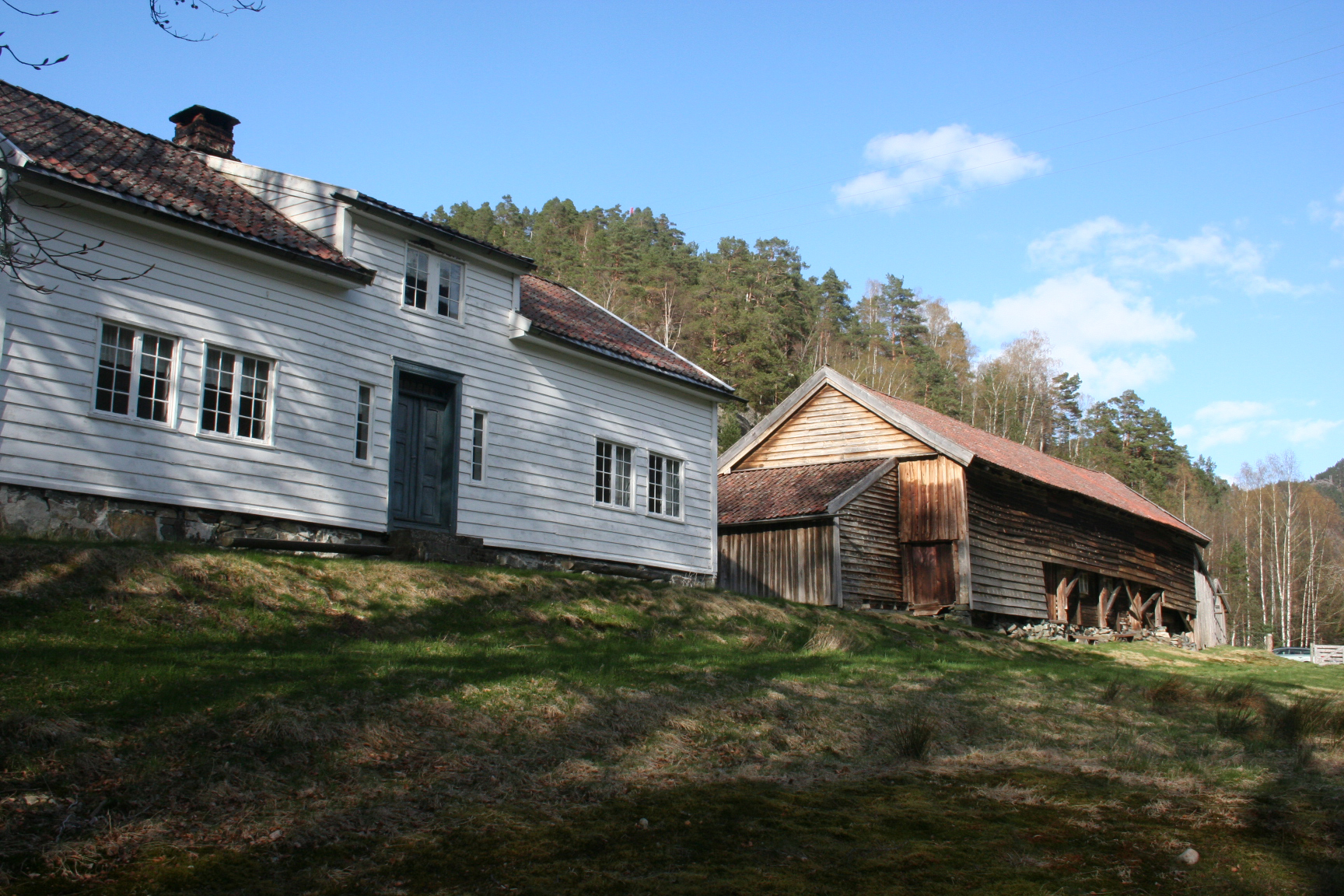
Kolbeinstveit

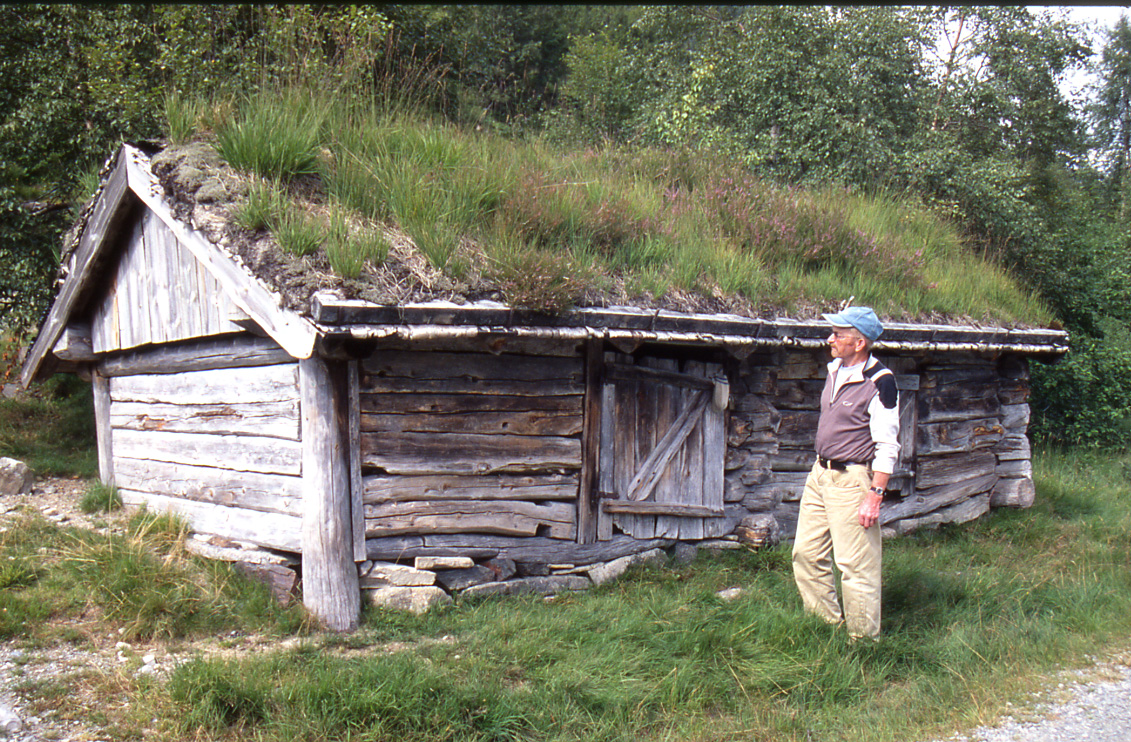
Mjölkboden i Slettedalen

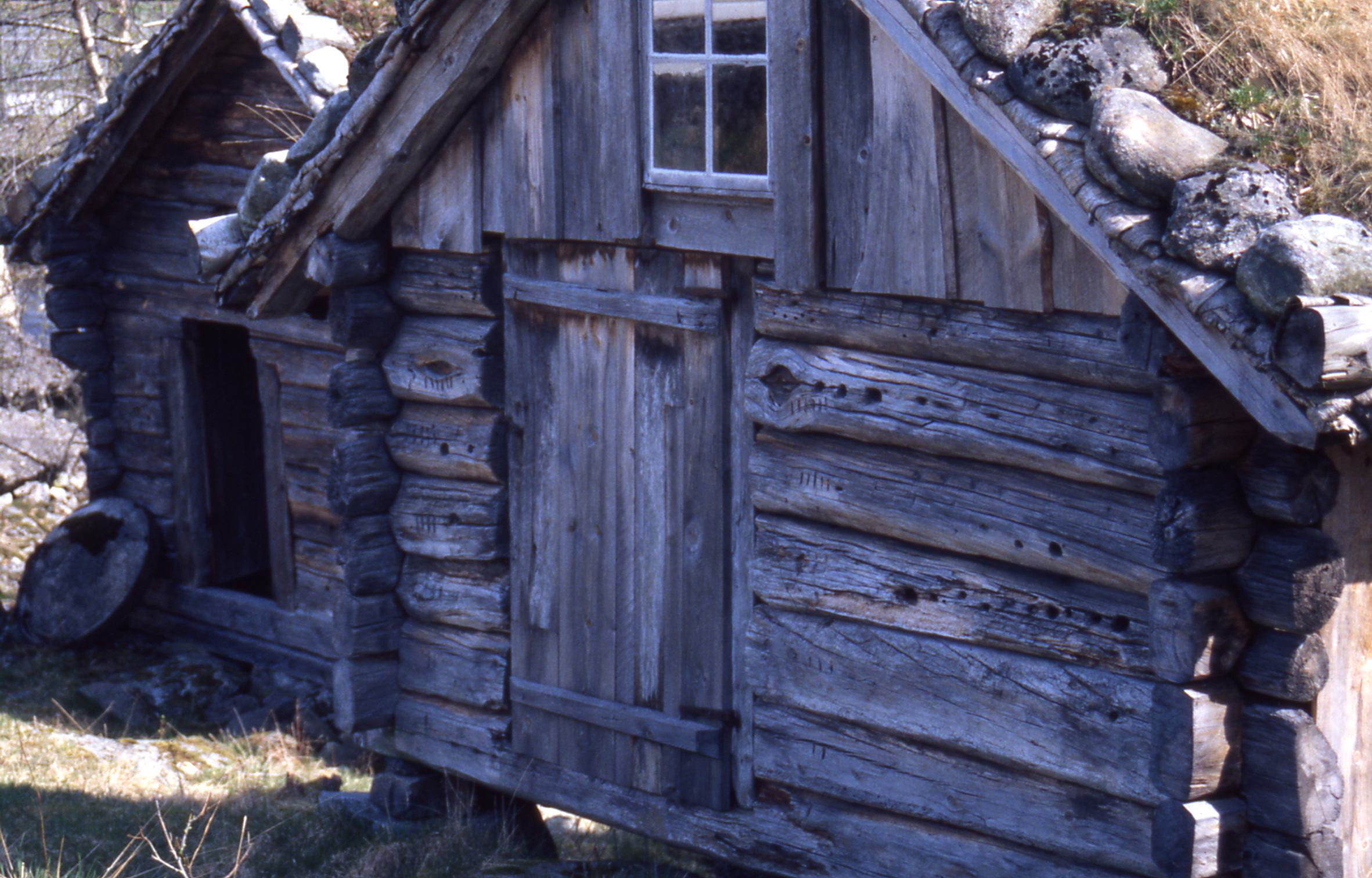
Öystads kvarnhus i Kvilldal

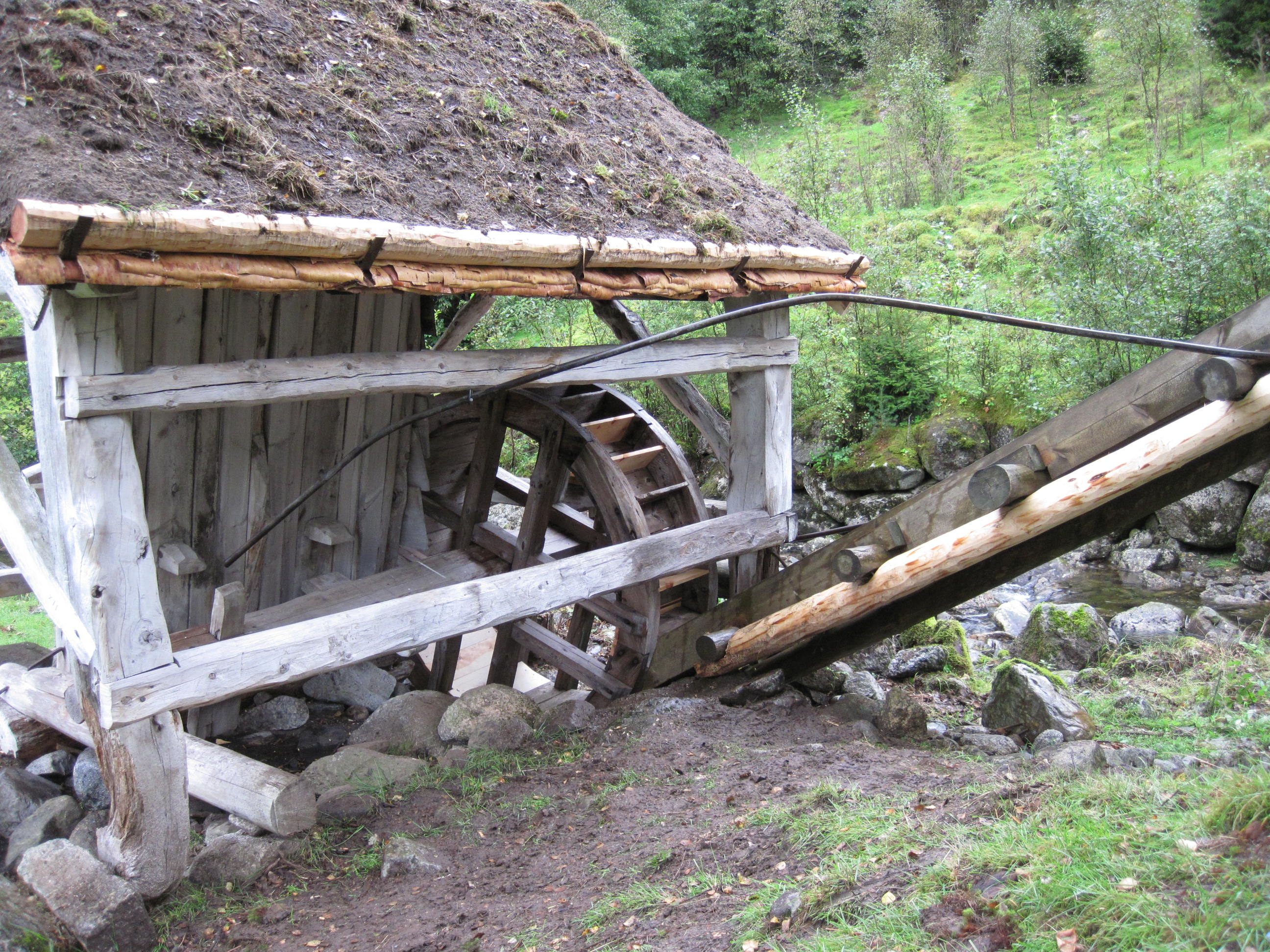
Vadmalsstampen i Kvæstad

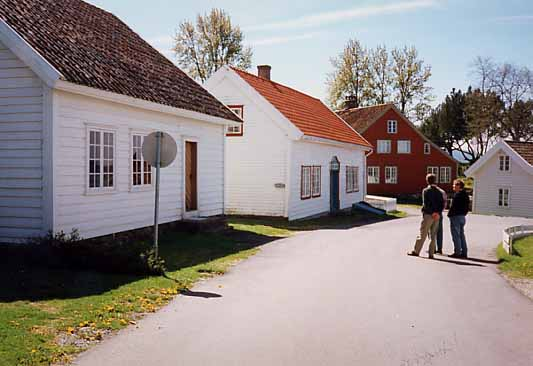
Jelsa skulemuseum i Jelsa

Ryfylkemuseet är ett norskt regionmuseum för kommunerna Forsand, Strand, Hjelmeland, Suldal, Sauda, Finnøy, Rennesøy och Kvitsøy. Regionen omfattar den informella regionen Ryfylke i Rogaland med omkring 30.000 invånare.
Museet har huvudkontor i Sand, men museet kännetecknas av att det har många museer som står på sina ursprungliga platser i bygderna. Museet har enheter i de flesta av sina kommuner. Museet ger ut årsboken Folk i Ryfylke.

## Historik
Ryfylkemuseet bildades som regionmuseum för Ryfylke genom ett avtal mellan dåvarande Rogaland Folkemuseum och Rogalands fylkeskommun i oktober 1980. 
Det tidigare Rogaland Folkemuseum bildades 1936. Meningen var att det skulle byggas upp ett friluftsmuseum vid Mosvatnet i Stavanger med byggnader från Jæren, Ryfylke och Stavanger. Denna plan blev inte genomförd, och de byggnader som museet efter hand övertog blev kvar på sina ursprungliga platser. 
Efter ombildningen till regionmuseum för Ryfylke blev samlingarna på Jæren överförda till Hå bygdemuseum och den nye museumenheten Jærmuseet. Samlingarna som museet hade i Hjelmeland och Suldal inlemmades i regionmuseet.
Folkemusikkarkivet for Rogaland inlemmades i Ryfylkemuseet 1992. År 2002 inrättades ett centrum för byggnadsvård vid museet.

## Ingående museer och museibyggnader
- Suldal 
  - Nesasjøhuset – huvudmuseum i Sand
  - Brødrene af Sand, seglande fraktskuta
  - Kolbeinstveit – gårdstun med byggnader från andra hälften av 1800-talet samt Guggedalsloftet från 1281
  - Røynevarden – torp vid Suldalsvatnet
  - Hålandstunet – gammal storgård i Erfjord
  - Litunet – gårdstun i Hylsfjorden
  - Jelsa skulemuseum – skolhus från 1774 i Jelsa
  - Kvednahola i Ritland – kvarnhus i Ritland
  - Stampa i Kvæstad – vadmalsstamp i Kvæstad
  - Øystad kvarnhus – kvarnhus i Kvilldal
- Sauda 
  - Hustveit – gårdstun, kvarnhus, såg och mjölkbod
  - Industriarbeidermuseet i Sauda – fyrafamiljshus i Åbøbyen i Sauda
  - Sauda museum – museum i Sauda rådhus
  - Slettedalen – en mjölkbod i Slettedalen
- Hjelmeland 
  - Vigatunet
  - Hjelmeland bygdemuseum
- Forsand
  - Forsand bygdemuseum
  - Sjøhuset i Bergevik
- Rennesøy 
  - Husmannsplassen Bakken – torp
- Finnøy 
  - Finnøy bygdemuseum
  - Bönehuset Bethel på Judaberg
- Kvitsøy
  - Kvitsøy hummermuseum